# ロケットマン (オリジナル・サウンドトラック)
『ロケットマン (オリジナル・サウンドトラック)』（Rocketman: Music From The Motion Picture）は、2019年のエルトン・ジョンの伝記・ミュージカル映画『ロケットマン』の公式サウンドトラック・アルバムであり、2019年5月24日にCD及びデジタル配信により発売された。アルバムの22トラックのほとんどが既存のヒット曲を映画のキャストが歌ったものであり、唯一「(アイム・ゴナ)ラヴ・ミー・アゲイン」のみが書き下ろしの新曲で、タロン・エジャトンとジョンが歌った。

## 売り上げ
2019年6月7日、発売初週に6,000アルバム相当単位を売り上げてBillboard 200で58位、サウンドトラック・アルバム・チャートで6位となったことが明らかとなった。2週目にはBillboard 200で50位に上昇した。

## トラックリスト
全トラックをジャイルズ・マーティン、「(アイム・ゴナ)ラヴ・ミー・アゲイン」のみマーティンとグレッグ・カースティンがプロデュースした。
特記があるもの以外全てのトラックをエルトン・ジョンとバーニー・トーピンが作曲・作詞した。
| #         | タイトル                                                  | 作詞・作曲                         | 歌                                                                                             | 時間  |
| --------- | --------------------------------------------------------- | ---------------------------------- | ---------------------------------------------------------------------------------------------- | ----- |
| 1.        | 「あばずれさんのお帰り」(イントロダクション)              |                                    | タロン・エジャトン、セバスチャン・リッチ                                                       | 1:53  |
| 2.        | 「アイ・ウォント・ラヴ」                                  |                                    | キット・コナー、ジェマ・ジョーンズ、ブライス・ダラス・ハワード、スティーヴン・マッキントッシュ | 2:13  |
| 3.        | 「土曜の夜は僕の生きがい」                                |                                    | タロン・エジャトン、キット・コナー                                                             | 3:10  |
| 4.        | 「サンキュー・フォー・オール・ユア・ラヴィング」          | ジョン カレブ・クエイ （ 英語版 ） | タロン・エジャトン                                                                             | 3:24  |
| 5.        | 「人生の壁」                                              |                                    |                                                                                                | 3:25  |
| 6.        | 「ロックン・ロール・マドンナ」(インタールード)            |                                    | タロン・エジャトン                                                                             | 2:42  |
| 7.        | 「ユア・ソング (僕の歌は君の歌)」                         |                                    | タロン・エジャトン                                                                             | 4:01  |
| 8.        | 「過ぎし日のアモリーナ」                                  |                                    | タロン・エジャトン                                                                             | 4:20  |
| 9.        | 「クロコダイル・ロック」                                  |                                    | タロン・エジャトン                                                                             | 2:53  |
| 10.       | 「可愛いダンサー (マキシンに捧ぐ)」                       |                                    | タロン・エジャトン                                                                             | 5:25  |
| 11.       | 「パイロットにつれていって」                              |                                    | タロン・エジャトン                                                                             | 3:43  |
| 12.       | 「ハーキュリーズ (ヘラクレス)」                           |                                    | タロン・エジャトン                                                                             | 5:26  |
| 13.       | 「恋のデュエット」(インタールード)                        |                                    | タロン・エジャトン、レイチェル・マルドゥーン                                                   | 1:34  |
| 14.       | 「ホンキー・キャット」                                    |                                    | タロン・エジャトン、リチャード・マッデン                                                       | 2:34  |
| 15.       | 「ピンボールの魔術師」(インタールード)                    | ピート・タウンゼント               | タロン・エジャトン                                                                             | 2:02  |
| 16.       | 「ロケット・マン」                                        |                                    | タロン・エジャトン                                                                             | 4:31  |
| 17.       | 「ベニーとジェッツ (やつらの演奏は最高)」(インタールード) |                                    | タロン・エジャトン                                                                             | 2:28  |
| 18.       | 「僕の瞳に小さな太陽」                                    |                                    | タロン・エジャトン、セリンダ・シューンマッカー                                                 | 2:40  |
| 19.       | 「悲しみのバラード」                                      |                                    | タロン・エジャトン                                                                             | 2:15  |
| 20.       | 「グッバイ・イエロー・ブリック・ロード」                  |                                    | タロン・エジャトン、ジェイミー・ベル                                                           | 4:05  |
| 21.       | 「アイム・スティル・スタンディング」                      |                                    | タロン・エジャトン                                                                             | 3:58  |
| 22.       | 「(アイム・ゴナ)ラヴ・ミー・アゲイン」                    |                                    | エルトン・ジョン、タロン・エジャトン                                                           | 4:11  |
| 合計時間: | 合計時間:                                                 | 合計時間:                          | 合計時間:                                                                                      | 72:52 |

| #   | タイトル                                                   | 作詞・作曲 | 歌 |
| --- | ---------------------------------------------------------- | ---------- | -- |
| 23. | 「僕の瞳に小さな太陽」(タロン・オンリー・ヴァージョン)     |            |    |
| 24. | 「ブレイキン・ダウン・ザ・ウォールズ・オブ・ハートエイク」 |            |    |

## チャート

### 週間チャート
| チャート（2019）             | 最高 順位 |
| ---------------------------- | --------- |
| オーストラリア (ARIA)        | 6         |
| オーストリア (Ö3 Austria)    | 38        |
| ベルギー (Ultratop Flanders) | 46        |
| ベルギー (Ultratop Wallonia) | 42        |
| オランダ (MegaCharts)        | 81        |
| フランス (SNEP)              | 55        |
| ドイツ (Offizielle Top 100)  | 67        |
| イタリア (FIMI)              | 80        |
| ニュージーランド (RMNZ)      | 9         |
| ポルトガル (AFP)             | 40        |
| スペイン (PROMUSICAE)        | 28        |
| スイス (Schweizer Hitparade) | 32        |